# 무젠대서양가시쥐
무젠대서양가시쥐(Trinomys moojeni)는 가시쥐과에 속하는 남아메리카 설치류이다. 브라질의 토착종이다. 학명과 통용명은 20세기 브라질 동물학자 주앙 무젠(João Moojen)의 이름에서 유래했다.